# Србова, Тереза
Тереза Србова (англ. Tereza Srbova; род. 23 июня 1983, Прага) — чешская актриса, фотомодель и певица.

## Биография
Тереза Србова родилась 23 июня 1983 года в Праге, Чехия. Позже переехала в Лондон. Тереза имеет степень магистра в области культуры антропологии, которую получила на факультете философии Карлова университета.

## Карьера
В 19 лет начала карьеру фотомодели, работала с модельными агентствами Elite, Munich Models, Premier. Дебютировала в кино в 2007 году с ролью в фильме «Порок на экспорт», в качестве саундтрека к которому также записала песню «By the River Dunay». Затем последовали роли в фильмах «Эйхман», «Одноклассницы», «Чернильное сердце». В 2009 году снялась в фильме «Гол! 3». В 2010 году сыграла в фильме «Сирена», для которого также участвовала в создании саундтрека. 
С 2013 по 2015 год сыграла в 6 эпизодах сериала «Ответный удар». В 2018 году сыграла в фильме «Код «Красный»».

## Фильмография
| Год       |     | Русское название  | Оригинальное название | Роль                       |
| --------- | --- | ----------------- | --------------------- | -------------------------- |
| 2007      | ф   | Порок на экспорт  | Eastern Promises      | Кириленко                  |
| 2007      | ф   | Эйхман            | Eichmann              | баронесса Ингрид фон Ихама |
| 2007      | ф   | Одноклассницы     | St. Trinian's         | Анушка                     |
| 2008      | ф   | Чернильное сердце | Inkheart              | Рапунцель                  |
| 2009      | в   | Гол! 3            | Goal! III             | Катя                       |
| 2009      | кор | Песни для мамы    | Songs for My Mother   | актриса                    |
| 2010      | ф   | Сирена            | Siren                 | Силка                      |
| 2011      | ф   | Калейдоскоп любви | 360                   | европейская девушка        |
| 2012      | ф   | Внутри            | The Inside            | Кара                       |
| 2013      | с   | Скорая помощь 2   | Sanitka II            | Ивета Кралова              |
| 2013—2015 | с   | Ответный удар     | Strike Back           | майор Нина Пирогова        |
| 2016      | с   | Гудини и Дойл     | Houdini and Doyle     | Наталья                    |
| 2018      | кор | Извилины          | Meanders              | вдова                      |
| 2018      | ф   | Код «Красный»     | Red Joan              | Соня                       |